# Cassida palaestina
Cassida palaestina — жук подсемейства щитовок из семейства листоедов.

## Распространение
Распространён в следующих странах: Афганистан, Армения, Кипр, Иран, Ирак, Израиль, Казахстан, Ливан, Сирия и Турция.

## Экология и местообитания
Кормовые растения — астровые (Asteraceae): сафлор красильный (Carthamus tinctorius), бодяк (Cirsium), кузиния (Cousinia), Артишок (Cynara scolymus) и расторопша пятнистая (Silybum marianum).